# Michael James Adams
Michael James Adams, ameriški vojaški pilot in astronavt, * 5. maj 1930, Sacramento, Kalifornija, ZDA, † 15. november 1967, severovzhodno od jezera Cuddeback blizu Oporišča Vojnega letalstva ZDA Edwards, Kalifornija.
Leta 1952 je Adams začel služiti v Vojnem letalstvu ZDA (USAF). Med korejsko vojno je poletel v 49 bojnih poletih.
Leta 1958 je diplomiral na Univerzi Oklahome s področja letalske tehnike in končal Letalsko raziskovalno pilotsko šolo Letalskih sil (ARPS) v Oporišču Edwards. Zaradi odličnih sposobnosti in dobrega znanja je lahko izbiral svojo prihodnjo službo. Diplomanti te šole so po besedah njenega poveljnika, tedaj polkovnika Chucka Yeagra, znanega vojaškega preizkusnega pilota, predstavljali 1 % najboljših ameriških vojaških preizkusnih pilotov.
Leta 1963 so Adamsa izbrali za vojaškega astronavta. Leta 1964 je preskušal vadbeni lunarni modul, leta 1965 pa so ga s činom majorja izbrali v prvo skupino vojaškega izvidniškega programa Letalskih sil ZDA MOL-1. Naslednje leto 1966 je zapustil program in v programu preizkusnega raketnega letala North American X-15 zamenjal Joea Englea, ki je postal Nasin astronavt.
Adams je v letalu poletel sedemkrat. Zadnji polet, 191, z letalom X-15A #3 (56-6672) je bil zanj usoden. Matično letalo B-52 ga je spustilo nad jezerom Delamar v Nevadi. Kmalu je dosegel petkratno hitrost zvoka (5,2 Macha) in največjo višino 81,077 km. Zaradi napake v električni napeljavi že med vzpenjanjem, je Adams izgubil nadzor nad letalom. Za nekaj časa ga je le uspel umiriti. Ko se je začel spuščati v gostejše dele ozračja, je Honeywellovo prilagodljivo krmiljenje letalo močno zanihalo in začelo skoraj prosto padati. Pri petnajstkratnih pozitivnih in negativnih težnostnih obremenitvah se je pri prosto padajočem spustu z višine 30 km zaradi premočnih nihanj razletelo na več kosov. Adams v trupu letala pri padcu v puščavi ni preživel in so ga po smrti razglasili za astronavta. Letalo je omogočalo le sedemkratne pozitivne in trikratne negativne obremenitve. Adams je edini pilot, ki je umrl v tem programu.
8. junija 2004 so postavili spomenik Adamsu blizu kraja nesreče, severozahodno od Randsburga.